# Nong Prue Stadium
Das Nong-Prue-Stadion (Thai สนามกีฬาหนองปรือ หรือ สนามเทศบาลหนองปรือ) ist ein reines Fußballstadion in der Nähe der Stadt Pattaya. Bis 2018 wurde das Stadion auch Dolphin Stadion genannt.
Bis Ende 2018 war der Hauptmieter des Stadions der Thai-League-Verein Pattaya United. Ab der Saison 2019 ist der neue Hauptmieter der Viertligist Pattaya Discovery United FC.

## Geographische Lage
Das Stadion liegt nahe der Stadt Pattaya in der Gemeinde Nong Prue.

## Verkehrsanbindung
Das Stadion ist nur mit eigenem Pkw oder Zweirad zu erreichen. Öffentliche Verkehrsmittel stehen nicht zur Verfügung.

## Kapazität
Das Stadion hat ein Fassungsvermögen von ca. 3000 Zuschauern. Bis 2018 hatte es ein Fassungsvermögen von ca. 5500 Zuschauern. Nach Beendigung der Saison 2018 sowie dem Umzug des Erstligisten Pattaya United nach Samut Prakan wurden die Hintertortribünen abgebaut.

## Nutzer des Stadions
| Verein                      | Zeitraum der Nutzung |
| --------------------------- | -------------------- |
| Pattaya United              | 2009 bis 2010        |
| Pattaya United              | 2012 bis 2018        |
| Pattaya Discovery United FC | 2018 bis heute       |
| Pattaya FC                  | 2016 bis 2017        |
| Pattaya City FC             | 2016                 |